# 갤로워커: 블레이드의 귀환
《갤로워커: 블레이드의 귀환》(Gallowwalkers)은 2012년 공개된 미국의 영화이다.

## 출연

### 주연
- 웨슬리 스나입스
- 케빈 하워스
- 라일리 스미스
- 타니트 피닉스

### 조연
- 다이아몬드 댈러스 페이지
- 패트릭 버긴
- 스티븐 엘더
- 제니 가고
- 알렉스 애반트
- 시모나 로만
- 앨리사 프리담
- 헥터 행크
- 잭 보우어
- 아서 버레진
- 데릭 그리피스
- 제이 그랜트

## 기타
- 라인프로듀서: 데이빗 히긴슨
- 조감독: 베셀라 반저코바
- 세트: 레온 반 더 머위
- 시각효과: 하워드 존스
- 의상: 피에르 비에닝스
- 배역: 미쉘 루윗